# (31102) 1997 NP2
1997 أن بي 2 (ويعرف أيضًا باسم (31102) 1997 أن بي 2 وفق تسمية الكوكب الصغير) (بالإنجليزية: 1997 NP2)‏ هو كويكب ضمن حزام الكويكبات؛ وترتيبه 31102 من حيث الاكتشاف.
اكتُشف هذا الجُرم الفلكي بواسطة رافاييل باتشيكو ‏ في 4 يوليو 1997.

## وصلات خارجية
- (31102) 1997 NP2 في قاعدة بيانات مختبر الدفع النفاث لأجرام النظام الشمسي الصغيرة

- الاكتشاف · مخطط المدار ·  العناصر المدارية · المعلمات المادية

- (31102) 1997 NP2 على موقع ويكي سكاي: DSS2, SDSS, GALEX, IRAS, Hydrogen α, X-Ray, Astrophoto, Sky Map, Articles and images